# Prince of Persia: Dwa trony
Prince of Persia: Dwa Trony (ang. Prince of Persia: The Two Thrones) – komputerowa gra zręcznościowa z widokiem TPP. Zawiera w sobie elementy przygodowe, wymagające logicznego myślenia i przyjrzenia się problemowi z różnych perspektyw, oparte przede wszystkim na akrobatycznych zdolnościach Księcia. W kwietniu 2007 gra została wydana na konsole PlayStation Portable i Wii pod nazwą Prince of Persia: Rival Swords.

## Broń
Dostępne są dwa rodzaje broni. W prawej ręce nieustannie dzierżymy sztylet (początkowo zwykły nóż, potem już Sztylet Czasu) którego używamy jako podstawowej broni, oraz pomocy w akrobacjach.
Lewa ręka pozwala na wykonywania chwytów na wrogach lub użycie drugiej broni, zdobywanej na wrogach, która stopniowo zużywa się podczas walk. Możemy używać sztyletów (słabych, ale szybkich), toporów (silnych i powolnych), mieczy (zbalansowanych) lub buław (powolnych, ale mogących powalić wroga).
Jako Mroczny Książę w lewej ręce używamy łańcucha wspomagającego akrobacje oraz służącego jako zabójcza broń.
Pod koniec gry w lewej ręce nieustannie dzierżymy niezniszczalny miecz ojca Księcia. Nie da się go wyrzucić.

## Elementy otoczenia
Gra jest bardzo interaktywna. Przedmioty, których nie możemy przestawić, możemy po prostu zniszczyć. Często przyjdzie nam wspinać się po drabinach, belkach, słupach, czy kolumnach. Na naszej drodze nieraz napotkamy liczne pułapki, takie jak np. kolce wysuwające się z podłogi czy wirujące ostrza. Po raz kolejny pojawiło się wiele nowych rodzajów pułapek i sposobów ich pokonania w stosunku do poprzednich części. W niektórych miejscach mapy dostępna jest opcja oddalenia kamery, co pozwala zbadać sytuację i poznać zagrożenia czekające Księcia w niewidocznych zakamarkach- lub też po prostu poznać drogę do pokonania zagadki.
Dwa razy w trakcie gry przyjdzie nam zasiąść w rydwanie i wziąć udział w emocjonującym, widowiskowym ale też trudnym i wymagającym pełnego skupienia pościgu. Zaprzężonym w dwa konie rydwanem nie tylko będziemy pokonywać kręte korytarze i uliczki oraz przeskakiwać rozpadliny ale też walczyć z rydwanami wroga i stojącymi na naszej drodze żołnierzami.

## Walka
Zmianie uległ również system walki. Dodano element ataku z ukrycia (speed kill – zob. obrazek). Każdy "skrytobójczy" atak to animacja, podczas której gracz musi wykazać się refleksem i wyczuciem, by w odpowiednim momencie (gdy sztylet rozbłyśnie światłem, a czas na ułamek sekundy zatrzyma się) wcisnąć klawisz odpowiedzialny za cios. Zbyt szybkie lub późne wciśnięcie klawisza sprawi, że wróg odeprze atak. Liczba wymaganych ciosów podczas sekwencji jest zależna od siły wroga, oscyluje pomiędzy 1 a 5. Często też takie sekwencje uruchamiają się podczas walki z bossami.
Speed Kill u Mrocznego Księcia działa zupełnie inaczej.Mianowicie w odpowiednim momencie wciskamy klawisz odpowiedzialny za atak łańcuchem i przytrzymujemy go aż do momentu śmierci przeciwnika.
Do dyspozycji mamy ogromny arsenał ciosów, chwytów i kombinacji ataków. Nic nie stoi też na przeszkodzie, by wspomóc się umiejętnościami akrobatycznymi Księcia lub siłę Mrocznego Księcia oraz wykorzystać elementy otoczenia do eksterminacji przeciwnika. Wrogów spotykamy w przeróżnych miejscach: na balkonach i dachach, gdzie upadek oznacza śmierć, w wąskich korytarzach pałacu zamkowego i podziemnych przejściach lub na otwartych przestrzeniach. Należy więc odpowiednio dobrać styl walki w zależności od sytuacji. Warto korzystać ze Speed Killi, jako że pozwalają one pozbyć się wielu przeciwników bez ryzyka utraty cennego zdrowia.

## Moce Czasu
Po zatruciu Piaskami Czasu, Książę odzyskuje umiejętność kontrolowania czasu. W miarę jak piaski go przemieniają, Książę nabywa nowe umiejętności. Mroczny Książę może używać tych samych umiejętności.
Cofnięcie Czasu (Recall)
Używając tej Mocy, Książę może cofnąć czas o maksymalnie 8 sekund, by anulować swój błąd, który doprowadziłby do śmierci lub zranienia w walce. Ilość zużywanego piasku: 1 slot.
Oko Burzy (Eye of the Storm)
Książę jest w stanie na około 8 sekund spowolnić upływ czasu wokół siebie. Cały świat spowalnia i tylko Książę zachowuje normalną szybkość- dzięki temu może pokonać wiele pułapek lub skuteczniej walczyć z wrogami. Ilość zużywanego piasku: 1 slot.
Wichry Piasku (Winds of Sand)
Ta Moc pozwala Księciu wykonać potężny atak, który jednocześnie rani wszystkich przeciwników wokół niego. Ilość zużywanego piasku: 2 sloty.
Burza Piaskowa (Sand Storm)
Ta moc pozwala Księciu na jeszcze potężniejszy atak, który rani wszystkich przeciwników wokół niego. Wymaga więcej czasu do uruchomienia oraz więcej Piasków. Ilość zużywanego piasku: 4 sloty.

## Polska wersja
Cenega wydała Dwa trony w pełnej polskiej wersji językowej, która została nagrodzona przez serwis Imperium Gier w kategorii "Najlepsza lokalizacja 2005 roku". Chociaż już Piaski czasu zostały zdubbingowane, żaden aktor nie powrócił w polonizacji tej części.

### Obsada
| Aktor               | Postać                  |
| ------------------- | ----------------------- |
| Jarosław Boberek    | Książę                  |
| Wojciech Paszkowski | Wewnętrzny głos Księcia |
| Anna Sroka          | Farah                   |
| Ewelina Żak         | Kaileena                |
| Adam Szyszkowski    | Mroczny Książę          |
| Marek Obertyn       | Wezyr                   |
| Hanna Kinder-Kiss   | Mahasti                 |
| Andrzej Arciszewski | Starzec                 |

### Nieścisłości tłumaczeniowe
Polska wersja Dwóch tronów nie zawsze jest zgodna z poprzednimi częściami:
- Monolog Księcia został lekko zmieniony z "Większość ludzi myśli, że czas jest jak rzeka, która płynie szybko i w jednym kierunku. Ale ja widziałem twarz czasu i mogę ci powiedzieć: mylą się! Czas to ocean podczas burzy. Możesz się zastanawiać, kim jestem i dlaczego ci to mówię. Usiądź, a opowiem ci historię, jakiej nigdy dotąd nie słyszałaś..." (Piaski czasu) na "Większość ludzi sądzi, że czas to rzeka, która płynie w jednym kierunku pewnie i prędko. Ale widziałem twarz czasu i powiem jedno: ci ludzie się mylą. Czas jest oceanem w środku sztormu. Możesz się zastanawiać, kim jestem i dlaczego ci to mówię. Chodź, a ja opowiem ci historię, jakiej jeszcze nigdy nie słyszałaś..." (Dwa trony)
- Kwestię Starca z Duszy wojownika "Nie możesz zmienić swojego przeznaczenia." zastąpiono w Dwóch tronach "Nie możesz zmienić swojego losu.".
- Podobnie stało się z kwestią Mrocznego Księcia: "Wszystko, co twoje, należy do mnie. I będzie moje!" przeistoczyło się w "Wszystko, co twoje, i mnie przynależy. I będzie moje!".
- Nazwa Azad, w Piaskach czasu nieodmienna, stała się odmienna w Dwóch tronach.

Powyższy spis nie uwzględnia poprawionej wersji tłumaczenia tytułu Kaileeny w Duszy wojownika, gdzie Imperatorkę zastąpiono Cesarzową – i w takiej właśnie wersji pojawił się on w Dwóch tronach.